# 遂寧寂光寺
遂寧寂光寺位於四川省遂寧市大英縣蓬萊鎮龍歸山，文物遺址年代判定為隋、唐、明、清。2002年12月27日公佈為四川省第六批省級文物保護單位。